# AFC East
AFC East – Dywizja Wschodnia konferencji AFC ligi futbolu amerykańskiego, NFL.
Dywizja Wschodnia składa się z czterech zespołów: Buffalo Bills, Miami Dolphins, New England Patriots i New York Jets. Wszystkie z tych drużyn były wcześniej członkami American Football League.
Po połączeniu lig w roku 1970, w dywizji grał także zespół Baltimore Colts. Po przeniesieniu zespołu do Indianapolis (1984), Colts pozostali w dywizji do roku 2002, w którym – w wyniku zmian w konferencji – zostali umieszczeni w Dywizji Południowej.